# Gerboise bleue
Pour les articles homonymes, voir Gerboise bleue (film) et Gerboise.
Gerboise bleue est le nom de code de l'essai nucléaire français destiné à tester la première arme nucléaire de la France. Il a lieu le 13 février 1960 à 7 h 4 (heure locale) dans la région de Reggane, à l'époque des départements français du Sahara, durant la guerre d'Algérie, au lieu-dit d'Hammoudia.
Cette opération s'inscrivait dans le cadre de la politique de dissuasion nucléaire voulue par le général de Gaulle.
Son nom de code fait référence à la gerboise, un petit rongeur des steppes, et à la couleur bleue, qui symbolise la première couleur du drapeau français sur un axe gauche-droite.

## Histoire
Le général de Gaulle est le premier stratège de la bombe atomique de la France, se souvenant des conséquences des trois récents conflits impliquant la France (guerre de 1870, Première et Seconde Guerre mondiale). En 1945, il crée le CEA. Si celui-ci a, à l'origine, une finalité militaire non avouée, il faudra attendre les années 1950 pour que se développe en son sein un réel programme militaire.
De nombreux scientifiques français — dont Bertrand Goldschmidt et Yves Rocard — se sont consacrés à la fabrication de la bombe. Les travaux se sont déroulés dans le plus grand secret pendant plusieurs années, de 1954 à 1960. Les militaires ne furent associés au projet que vers la fin du projet, lorsque le CEA peine à réaliser le détonateur de la bombe et apprend que la Direction des études et des fabrications d'armements (DEFA) avait déjà résolu la question de son côté. Le CEA mit au point la première bombe sur le site CEA de Bruyères-le-Châtel (Essonne), et son détonateur au fort de Vaujours (Seine-et-Marne), tandis que le plutonium provenait de l'usine d'extraction du plutonium de Marcoule, après avoir été traité sur le site de Valduc, où a été réalisée la métallurgie de la première bombe - et des suivantes.
Félix Gaillard décide la date et le lieu de l'explosion quelques mois auparavant. Pierre Billaud est chargé de diriger la préparation de celle-ci.

### Construction de la bombe
Le projet M1 de construction de la première arme nucléaire française débute en septembre 1955 au fort de Châtillon. En 1957, la masse de matière fissile nécessaire est définie. La même année, l'accélérateur Van de Graaf du centre de Saclay permet de déterminer le matériau réflecteur de neutrons le plus approprié. L'implosoir, qui va permettre de comprimer le plutonium en une masse supercritique, est mis au point au fort de Vaujours mais l'amorce neutronique fait alors encore défaut.
Une visite chez un fournisseur américain, fin 1958, fait changer la masse de plutonium prévue pour ne pas dépasser une certaine puissance et risquer une forte contamination radioactive du site de test. La structure de la bombe reste cependant la même. Le plutonium économisé permet la réalisation d'une autre bombe plus petite et plus simple : l'engin P1 (Gerboise blanche).
Fin 1958, les plans de l'engin M1 sont établis. Il est construit en 1959 mais doit attendre la livraison de plutonium produit à Marcoule pour être finalisé. La première bombe française, de forme sphérique, comprenait moins de trente-deux lentilles explosives ou GODSC (générateur d'onde de détonation sphérique centripète) maintenus par une gaine de résine et fibres de verre et pouvant s'ouvrir pour y insérer, au centre, le cœur fissile. Ce cœur d'alliage de plutonium, nommé Jézabel, était entouré d'une couche d'uranium naturel faisant office de « tamper » et de réflecteur de neutrons pour augmenter l'efficacité de l'engin. Une source de neutrons externe, car placée à l'extérieur du cœur, permettait d'amorcer la réaction en chaîne avec précision, améliorant encore l'efficacité.

### Déroulement de l'essai
Quelques journalistes, triés sur le volet, assistent à l'explosion. Ils sont installés à proximité immédiate (à seulement 20 km) de l'hypocentre (le « point zéro »). Des consignes leur demandent de s'asseoir au sol, de tourner le dos à l'hypocentre, de replier les bras devant les yeux et de porter des lunettes de protection.
Une fusée rouge est tirée une minute avant l'explosion. Le 13 février 1960, à 7 h 4 (heure locale), la bombe atomique est mise à feu sur le site d'essai nucléaire d'Hammoudia, rattaché au Centre saharien d'expérimentations militaires de Reggane dans le Tanezrouft au centre du Sahara, alors territoire français rattaché à l'Algérie, au point 26° 18′ 42″ N, 0° 03′ 26″ O,.
Cette bombe, perchée sur une tour métallique haute de 100 mètres, développe une puissance de 70 kilotonnes. L'explosion est entre quatre et cinq fois plus puissante que celle d'Hiroshima. Alors que les habitations les plus proches se trouvent à seulement 70 km, Gerboise bleue entraîne la projection de retombées radioactives dans une zone de 200 km de large et de 100 km de long. Les journalistes ont certainement été très exposés aux radiations générées par l'explosion aérienne de la bombe.
L'Armée française avait prévu une puissance située entre 60 et 70 kt. L'opération Gerboise bleue a donc été un succès total sur le plan scientifique et militaire.

## Le plus puissant premier essai de bombe A
Avec Gerboise bleue, la France est devenue la quatrième puissance nucléaire, après les États-Unis, l'URSS et le Royaume-Uni. Ce test demeure aujourd'hui, le plus puissant premier essai nucléaire (70 kt) : plus puissant que l'américain « Trinity » (21 kt), le soviétique « RDS-1 » (22 kt), le britannique « Hurricane » (25 kt), le chinois « 596 » (22 kt), l'indien «Bouddha souriant» (10 kt), le pakistanais « Chagai-I » (40 kt) ou le nord-coréen « 1er essai » (0,5 kt).
D’une masse totale semblable à celle de la bombe Fat Man larguée sur Nagasaki, Gerboise bleue a libéré une puissance trois fois supérieure. Ce rendement largement supérieur aux premières bombes A (presque 50 % contre environ 17 % pour Trinity) s'explique par le savoir accumulé dont ont bénéficié les scientifiques français via l’observation de mesures américaines réelles et la publication de données secrètes (Atoms for Peace).
Seule Saphir (127 kt, 25 février 1965), sera l'autre bombe A plus puissante testée dans le Sahara. Cependant, cet essai nucléaire se fera dans des installations souterraines percées dans le massif montagneux du Hoggar, à In Ecker.

## Conséquences

### Retombées radioactives
Selon un document déclassifié le 4 avril 2013 mais rendu public dix mois plus tard le 14 février 2014, les retombées radioactives sont plus longues que prévu. Elles durent treize jours, la durée qui était prévue n'est pas communiquée.
Un jour après l'explosion, le nuage radioactif atteint Tamanrasset dans le sud de l'Algérie, ainsi que N'Djaména et Bangui en Afrique centrale. Puis le nuage remonte vers l'Afrique de l'Ouest pour atteindre Bamako quatre jours après l'explosion. Deux semaines après, toujours chargé de radioactivité, il atteint les côtes méditerranéennes de l'Espagne et la Sicile.

### Autres essais
Après Gerboise bleue, des négociations se sont déroulées avec le FLN, qui ont permis la mise à disposition d'une partie du Sahara pour la France. Les centres d'expérimentation désertiques ont pu ainsi être gardés après l'indépendance de l'Algérie, jusqu'à la campagne d'essais en Polynésie française en 1966.
De février 1960 à avril 1961, la France a testé quatre bombes dans l'atmosphère de Reggane, les Gerboises. Succédèrent ainsi à Gerboise bleue :
- Gerboise blanche le 1er avril 1960, « bombe diplomatique » car la date de l'essai coïncide avec la visite de Nikita Khrouchtchev en France ;
- Gerboise rouge le 27 décembre 1960 ;
- Gerboise verte le 25 avril 1961.

Il s'agissait seulement d'« engins de secours », avec des puissances volontairement réduites à moins de 5 kilotonnes.
Dans le Sahara, la France a procédé à un total de 17 essais nucléaires : 4 atmosphériques (série des Gerboises) à Reggane, puis 13 souterrains à In Ecker, dans le Hoggar, à quelques centaines de kilomètres au sud de Reggane.

### Réactions des pays riverains

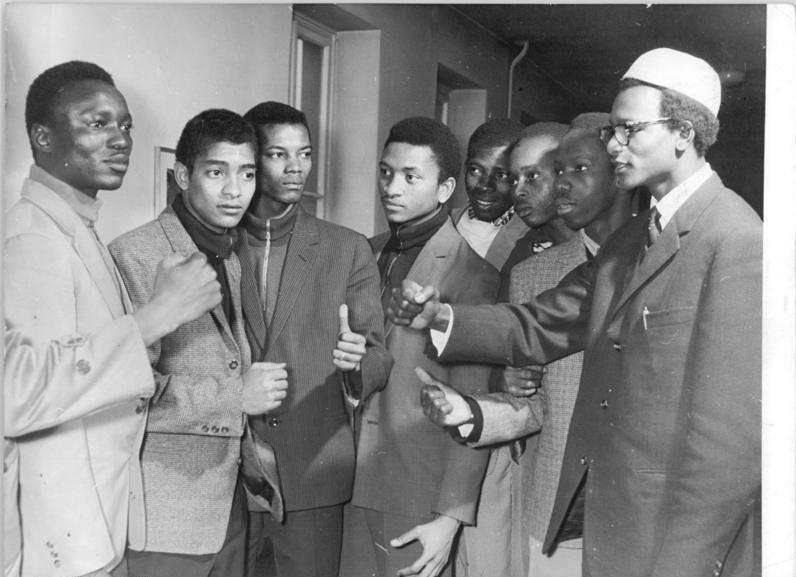
Étudiants maliens à l'université Karl-Marx de Leipzig, protestant contre Gerboise bleue, le 13 février 1960. Bundesarchiv.

Les pays riverains du Maghreb protestent énergiquement contre cet essai nucléaire : deux jours plus tard, le Maroc rappellera son ambassadeur à Paris.

### Réaction des puissances nucléaires
Cinq mois après la dernière bombe Gerboise, l'Union soviétique a répondu[réf. nécessaire] en rompant le moratoire des essais dans l'atmosphère, réglé de facto depuis la fin de 1958 avec les États-Unis et le Royaume-Uni.
Les bombes H représentent une nouvelle génération beaucoup plus puissante que les bombes A. L'URSS a mené de nombreux tests d'amélioration, à partir de septembre 1961, avec une série d'essais de 136 bombes H. Cette série comprenait notamment la Tsar Bomba, la bombe H la plus puissante jamais testée, de 50 mégatonnes (50 000 kt).
Pour réponse, les États-Unis ont réactivé leur propre programme d'essais atmosphériques avec une série de 40 explosions d'avril à novembre 1962.
La Chine a également lancé son propre programme nucléaire à la suite de la rupture sino-soviétique, effectuant son premier test d'une bombe A, nommé « 596 » (22 kt), le 16 octobre 1964, et celui d'une bombe H, le H-Test no 6 (3,3 Mt), le 17 juin 1967.

### Réactions de la France
À cause des critiques croissantes et anticipant la signature future du traité d'interdiction partielle des essais nucléaires, la France a cessé ses essais atmosphériques dans le désert et a mené des essais souterrains quelques mois après l'indépendance de l'Algérie en 1962 selon les accords d'Évian avec le FLN. Ces accords prévoyaient que la France utiliserait pour une durée de cinq ans les sites comprenant les installations In Ecker, Reggane et de l'ensemble de Colomb-Béchar-Hammaguir pour des essais en vol nécessaires à la mise au point des premiers missiles balistiques et du lanceur spatial Diamant. Les discussions franco-algériennes de 1962 sont assorties d'accords secrets : jusqu'en 1978, les militaires français pourront ainsi continuer à faire des essais d'armes chimiques et bactériologiques à B2-Namous, dans la région nord du Sahara. Cette région, qui peut être assimilée à un polygone d'essai de 100 kilomètres de long sur 60 de large, a été le plus vaste centre d'expérimentation d'armes chimiques au monde, Russie exceptée.
Avec les essais souterrains, la séquence a été modifiée avec la désignation de noms de bijoux, à partir de novembre 1961, avec Agate (< 20 kt). Le 1er mai 1962, au cours du deuxième essai, l'« accident de Béryl » contamine plusieurs personnes. L'épisode fut déclassifié de nombreuses années plus tard.
En 1968, la France fit exploser sa première arme thermonucléaire, Canopus (2,6 Mt), dans le Pacifique, au-dessus de Fangataufa, un atoll désert, en Polynésie française.

### 2004: première enquête judiciaire
En septembre 2004, une information judiciaire (et donc enquête) est ouverte à Paris contre X, à propos des conséquences des essais nucléaires français (menés de 1960 au Sahara, jusqu'en 1996 en Polynésie française, avant l'arrêt définitif des essais nucléaires de la France voulu par le président Jacques Chirac) sur les civils et militaires qui y ont assisté sans être suffisamment protégés.
Il a fallu attendre 2006 pour que plusieurs sites, non décontaminés par l'armée française, ni par l'Algérie, soient interdits au public.

### 2008: première condamnation
Après qu'un tribunal français eut accordé (le 7 juin 2008) une pension d'invalidité à vie à un ancien militaire âgé de 65 ans, victime d'une polymyosite pouvant avoir pour origine sa participation à des essais nucléaires en Algérie, la France a annoncé un projet de loi d'indemnisation des victimes de ses 210 essais nucléaires, appuyé sur un fonds prévu de 10 millions d'euros.
En Algérie, les médecins et les ONG locales estiment que le nombre d'anomalies et problèmes de santé est encore anormalement élevé dans cette zone. On admet aujourd'hui que différentes pathologies, dont les cancers (cancer de la thyroïde, cancer du poumon, cancer du sein, leucémie, certaines anomalies congénitales, etc.) peuvent avoir été induites par l'irradiation ainsi subie.

## Culture populaire
L'événement est évoqué dans l'épisode 7 de la saison 1 de la série Au service de la France. Toutefois, au lieu du 13 février 1960, la série place l'événement à la date du 19 février.
Dans le film franco-marocain Djinns, sorti en 2010, la mallette estampillée « secret défense » contient l'ordre de mise à feu de la bombe Gerboise bleue.